# Richard-Brandt-Heimatmuseum

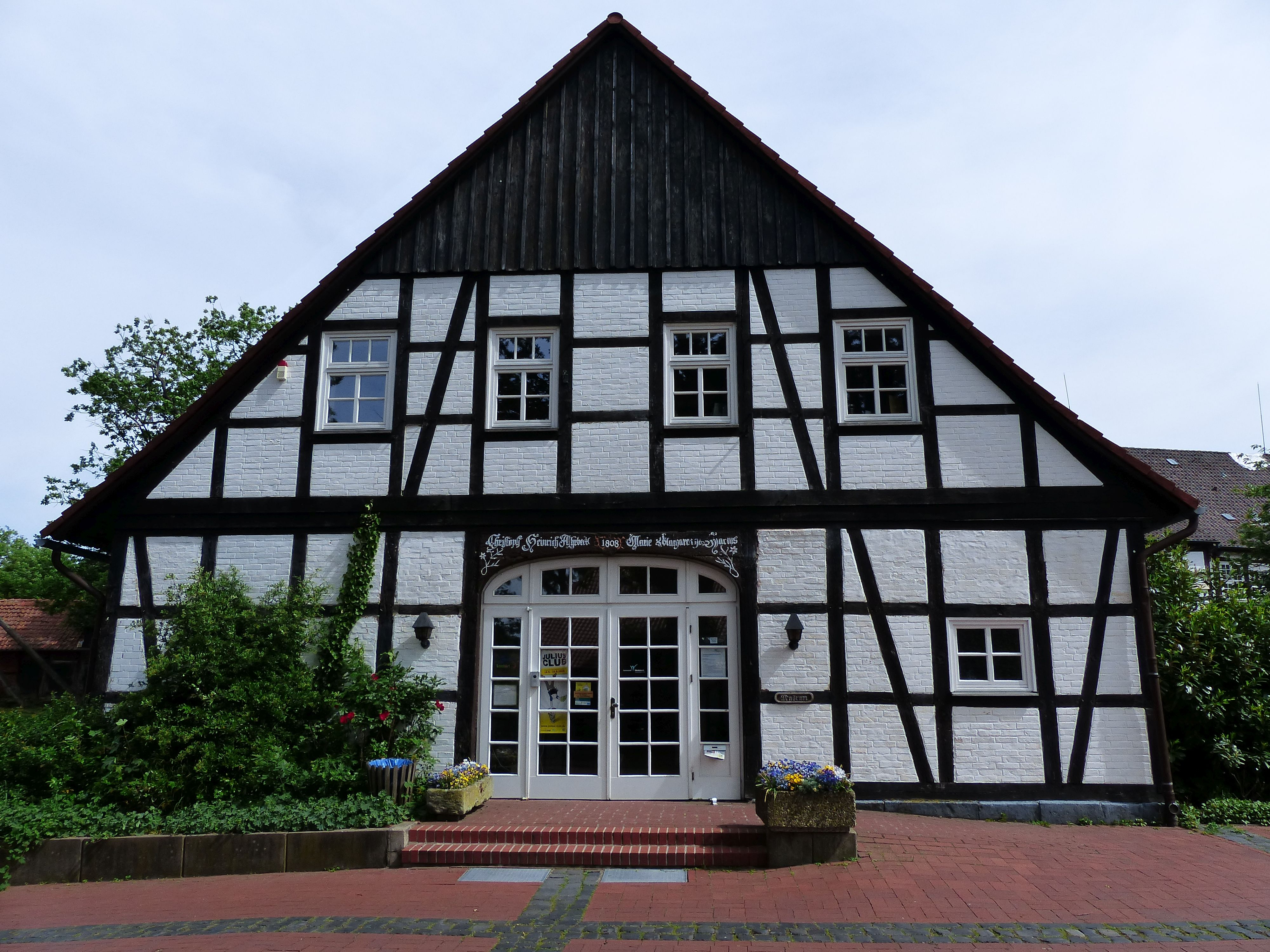
Alter Amtskrug

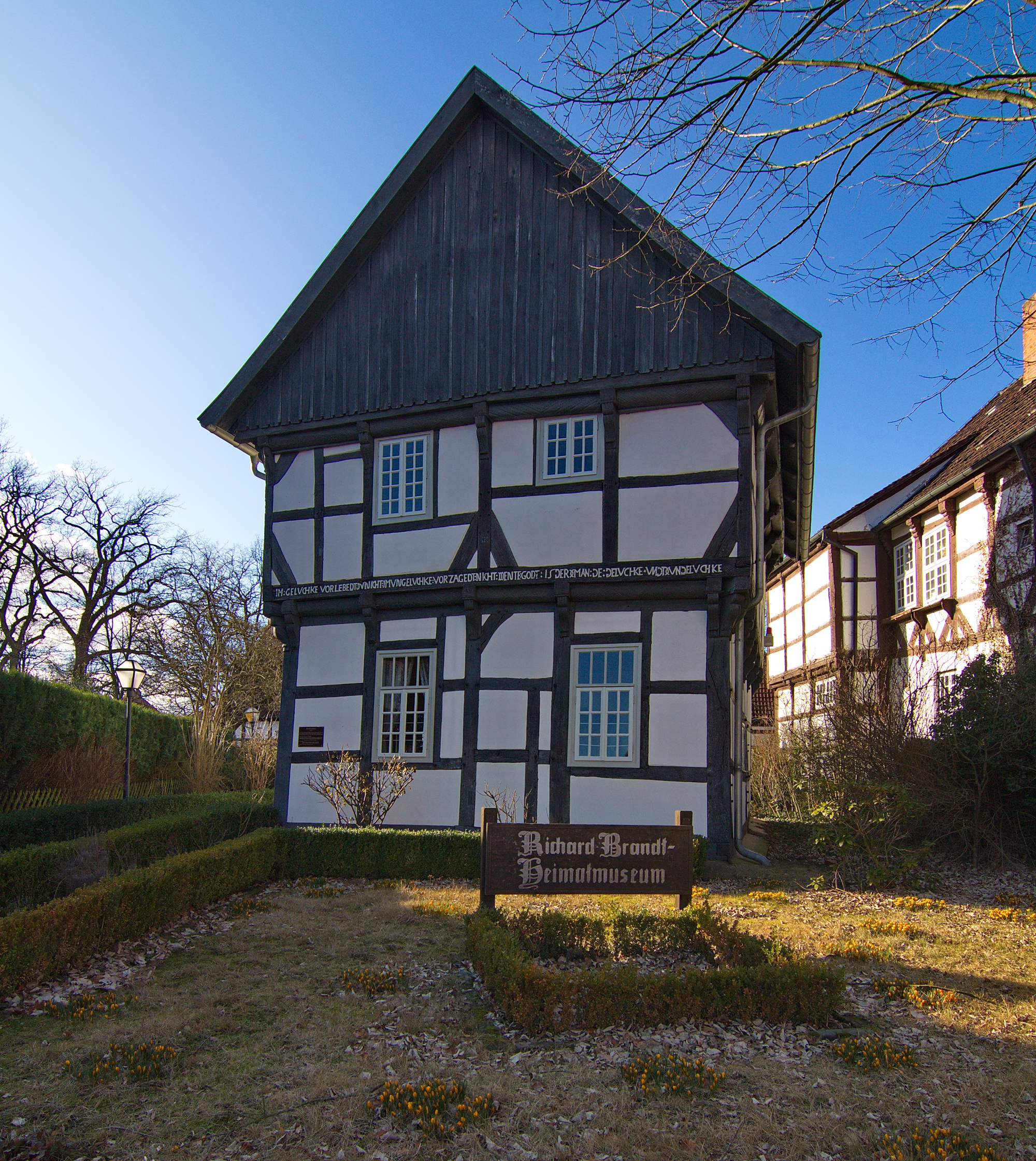
Kavalierhaus

Das Richard-Brandt-Heimatmuseum Wedemark ist ein heimatkundliches Museum im Ortsteil Bissendorf in der niedersächsischen Gemeinde Wedemark.

## Geschichte
Die Sammlung des Heimatmuseums wurde 1953 von Richard Brandt, einem Lehrer und Heimatforscher aus Wennebostel, begonnen, der einen beachtlichen Teil der heute ausgestellten Stücke sammelte und den Grundstock für weitere Sammlungen legte. 1963 wurde die Sammlung der Gemeinde Wedemark als Schenkung übergeben.
Anfangs war die zunächst heimatkundliche Sammlung noch im Amtshaus untergebracht, später zog sie ins Kavalierhaus um. 1999 erfolgten umfangreiche Renovierungsarbeiten des Kavalierhauses. Seither ist das Museum sowohl im Kavalierhaus als auch im benachbarten historischen Gebäude des ehemaligen Amtskruges untergebracht.

## Lage
Das Museum hat seinen Standort in der historischen Ortsmitte von Bissendorf in der Gemeinde Wedemark. Beide Gebäude liegen direkt neben dem Amtshaus, dem historischen Wohnhaus der Amtsvögte der früheren Amtsvogtei Bissendorf.

## Sammlungen
Die Ausstellung im Dachgeschoss des ehemaligen Amtskruges (Baujahr 1792, heute Gemeindebücherei) thematisiert einen Überblick von der letzten Eiszeit über das Arbeitsleben der Landbevölkerung ab dem 18. Jahrhundert bis zu den Exponaten der jüngeren Vergangenheit. Dargestellt sind zum Beispiel Bodenbearbeitung, Bienenzucht, Flachsverarbeitung und weitere Handwerkstätigkeiten. Auch die Dorfschule und das Modell einer Kirche fehlen nicht.
Einen weiteren Teil der Ausstellung bilden Persönlichkeiten mit besonderer Beziehung zur Wedemark wie der Dichter und Schriftsteller Gottfried August Bürger, der Maler und Kupferstecher Georg Heinrich Busse aus Bennemühlen oder der plattdeutsche Schriftsteller Hinrich Braasch aus Bissendorf.
Im Erdgeschoss des Kavalierhauses (Baujahr 1629), dem ehemaligen Gästehaus des Amtsvogtes, wird die Wohnsituation zu Beginn des 20. Jahrhunderts gezeigt – mit Kaffee- oder Getreideröster in der Küche, dem Grammophon in der Wohnstube und dem Waschgeschirr im Schlafgemach.
Im Obergeschoss sind einige Bilder der Bissendorfer Malerehepaares Ursula und Peter Greve aus Bissendorf-Wietze ausgestellt. Die Werkstatt des Karl Montag bietet einen Einblick in die Arbeit eines Geigenbauers. Karl Montag lebte Mitte des letzten Jahrhunderts in Wennebostel-Wietze und schuf Violinen, die in ihrer Klangfülle denen von Stradivari und der Cremona-Schule gleichkamen.
Außerdem befindet sich im Kavalierhaus die Ausstellung „Faszination Uhrenwelt“ von Reimer Timm und Manfred Hulacz. Neben Uhrmacherwerkzeugen werden eine Vielzahl von historischen Taschenuhren, der Weg von der Taschenuhr zur Armbanduhr sowie ausgefallene Standuhren und besondere Uhrwerke gezeigt.
In einem weiteren Raum wird die umfangreiche Fossiliensammlung des Ehepaares Sommer gezeigt. Es handelt sich dabei sowohl um die unterschiedlichsten Versteinerungen aus vielen Bereichen der Welt als auch Einschlüsse im Solnhofener Plattenkalk, hier insbesondere Teile des Skeletts eines nahen Verwandten des Urvogels Archaeopteryx.